# 松林尚志
松林 尚志（まつばやし しょうし、1930年 – 2022年10月16日）は、日本の詩人、俳人。

## 経歴・人物
長野県松本市出身。松本県ヶ丘高校、慶應義塾大学経済学部卒業。現代俳句協会、現代詩人会の各会員。俳句雑誌「木魂」代表、「海原」同人。
1985年、第4回現代俳句評論賞受賞。1998年–2018年、現代俳句協会現代俳句評論賞選考委員。

## 著書

### 句集
- 『方舟』1966年、暖流発行所
- 『冬日の藁』2009年、角川書店
- 『山法師』2019年、ふらんす堂[1][7]

### 詩集
- 『木魂集』1983年、書肆季節社
- 『初時雨』2020年、砂子屋書房[1]

### 評論
- 『古典と正統 伝統詩論の解明』1964年、星書房
- 『日本の韻律 五音と七音の詩学』1996年、花神社
- 『瀧春―鑑賞』2001年、沖積舎
- 『子規の俳句・虚子の俳句』2002年、花神社
- 『現代秀句 昭和二十年代以降の精鋭たち』2005年、沖積舎
- 『斎藤茂吉論 歌にたどる巨大な抒情的自我』2006年、北宋社
- 『芭蕉から蕪村へ』2007年、角川学芸出版
- 『俳句に憑かれた人たち』2010年、沖積舎
- 『桃青から芭蕉へ 詩人の誕生』2012年、鳥影社
- 『和歌と王朝 勅撰集のドラマを追う』2015年、鳥影社
- 『一茶を読む やけ土の浄土』2018年、鳥影社
- 『詩歌往還遠ざかる戦後』2021年、鳥影社[1][8]